# Mancini (piłkarz)
Mancini, właśc. Alessandro Faiolhe Amantino (ur. 1 sierpnia 1980 w Belo Horizonte) – brazylijski piłkarz grający na pozycji lewoskrzydłowego.

## Kariera klubowa

### Brazylia
Mancini urodził się w jednej z dzielnic Belo Horizonte. Jak większość brazylijskich chłopców kopał piłkę na ulicach, aż w końcu trafił do szkółki jednego z najbardziej znanych klubów w mieście Atlético Mineiro. Do pierwszej drużyny został włączony w 1998, ale nie zagrał wówczas żadnego meczu. Rok później mając 19 lat zadebiutował w pierwszej drużynie i w tamtym sezonie zdołał nawet zdobyć premierowego gola w brazylijskiej Série A. Drużynie Atlético Mineiro szło w sezonie całkiem nieźle i najpierw zajęła 7. miejsce w sezonie zasadniczym, a w fazie play-off doszła aż do finału, w którym uległa Corinthiansowi i została wicemistrzem Brazylii. W 2000 roku Mancini z Atlético Mineiro nie odniósł już większych sukcesów. Rok 2001 Mancini rozpoczął jako gracz klubu Portuguesa z São Paulo. Tam wreszcie wywalczył miejsce w podstawowym składzie i rozegrał 35 meczów w sezonie. Zespół ten jednak był typowym średniakiem w lidze i zajął 9. miejsce w rozgrywkach stanu São Paulo. Grał na tyle dobrze, że trafił do São Caetano, drużyny która robiła furorę w lidze i pierwszą część sezonu zakończyła na 1. miejscu w Série A. W tej drużynie rozegrał 10 spotkań, w tym dwa w finale play-off o mistrzostwo Brazylii, São Caetano ostatecznie zostało wicemistrzem kraju. Na rok 2002 Mancini powrócił do swojego pierwszego klubu Atlético Mineiro. Dość niespodziewanie ujawnił tutaj swój strzelecki talent i zdobył aż 15 bramek w sezonie, a w meczu z Paraná Clube ustrzelił hat-tricka. Jednak zespół z Belo Horizonte odpadł już w 1. rundzie play-off przegrywając dwukrotnie z Corinthians 2:6 i 1:2.

### Włochy
We wrześniu 2002 roku po skończeniu sezonu w Brazylii, Mancini zdecydował się spróbować swoich sił w Europie. Na zasadzie wolnego transferu trafił do grającej wówczas w Serie B Venezii, jednak wydawało się, że po słabym sezonie (zagrał tylko 13 meczów) nie zrobi kariery we Włoszech. Latem 2003 wpadł jednak w oko trenerowi Romy Fabio Capello i ten za darmo ściągnął Brazylijczyka do Rzymu. Mancini od razu wywalczył sobie miejsce w składzie Romy na lewej obronie. W Serie A Mancini zadebiutował 31 sierpnia w wygranym 2:1 wyjazdowym meczu pierwszej kolejki ligowej z Udinese Calcio. Jak się z czasem okazało sprowadzenie tego zawodnika do rzymskiego klubu było strzałem w dziesiątkę. Swoją pierwszą bramkę uzyskał w 9. kolejce, 9 listopada w wygranych 2:0 derbach z S.S. Lazio. Jeden z najlepszych meczów w tamtym sezonie rozegrał przeciwko Interowi Mediolan, gdy dwukrotnie pokonał Francesca Tolda (zdobył bramki na 2:0 i 4:1). Ostatecznie dzięki dobrej grze całego zespołu Roma została wicemistrzem Włoch. Mancini był skuteczny również w Pucharze UEFA, gdy zdobył 2 gole w dwumeczu z Vardarem Skopje. Jednak w pucharze Romie poszło nie najlepiej i odpadła w 1/8 finału z Villarrealem. Sezon 2004/2005 po odejściu trenera Capella był dla drużyny „giallo-rossich” dużo gorszy niż poprzedni. W Serie A Mancini zdobył 4 bramki w 34 meczach, ale Roma skończyła sezon dopiero na 8. miejscu. Występ w Lidze Mistrzów także był dla rzymskiego klubu katastrofą. Nie wygrali oni żadnego meczu i zremisowali tylko jeden u siebie z Bayerem 04 Leverkusen ratując remis w 90. minucie po golu Vincenza Montelli. Zajęli ostatnie miejsce w grupie nie kwalifikując się nawet do Pucharu UEFA. Jedynym pocieszeniem był awans do finału Pucharu Włoch, w którym jednak ulegli dwukrotnie Interowi, ale dzięki temu mogli zagrać w następnym sezonie w Pucharze UEFA. Sezon 2005/2006 Roma rozpoczęła z Luciano Spallettim na ławce trenerskiej. Trener ten po słabej pierwszej części sezonu postanowił zmienić taktykę na bardziej ofensywną i ustawił m.in. na pozycji lewoskrzydłowego właśnie Manciniego. Wtedy to Roma ustanowiła rekordowe 11 kolejnych zwycięstw w lidze i duży w tym udział miał Mancini, który pod nieobecność Francesca Tottiego stawał się najlepszym strzelcem zespołu i strzelał bramki jak na zawołanie. W meczach z Udinese, Parmą, Lecce i US Palermo zdobywał po w bramki, a w całym sezonie uzbierał ich aż 12. Roma, pomimo iż zajęła dopiero 5. miejsce, to po ukaraniu degradacją Juventusu oraz minusowymi punktami Lazio i Fiorentinę, została wicemistrzem kraju. Dotarła także do finału krajowego pucharu, ale tam po raz kolejny uległa Interowi.
11 lipca 2008 Mancini oficjalnie został graczem Interu Mediolan. Kwota transferu opiewała na około 15 milionów euro. Przez 18 miesięcy zagrał w zaledwie 26 spotkaniach ligowych i nie zdobył żadnego gola.
1 lutego 2010 Brazylijczyk został wypożyczony na pół roku do lokalnego rywala Interu – Milanu. Ponadto Milan zastrzegł sobie prawo pierwokupu zawodnika po zakończeniu okresu wypożyczenia. W nowym klubie Mancini zadebiutował 7 lutego w zremisowanym 0:0 wyjazdowym spotkaniu z Bologną, w którym rozegrał 90 minut. Po sezonie Brazylijczyk wrócił do Interu.

### Przebieg kariery
| Sezon   | Klub             | Kraj     | Rozgrywki                       | Mecze | Bramki |
| ------- | ---------------- | -------- | ------------------------------- | ----- | ------ |
| 1999    | Atlético Mineiro | Brazylia | brazylijska Série A             | 15    | 1      |
| 2000    | Atlético Mineiro | Brazylia | brazylijska Série A             | 20    | 1      |
| 2001    | Portuguesa       | Brazylia | brazylijska Série A             | 35    | 1      |
| 2001    | São Caetano      | Brazylia | brazylijska Série A             | 10    | 1      |
| 2002    | Atlético Mineiro | Brazylia | brazylijska Série A             | 36    | 15     |
| 2002/03 | Venezia          | Włochy   | Serie B                         | 13    | 0      |
| 2003/04 | AS Roma          | Włochy   | Serie A                         | 33    | 8      |
| 2004/05 | AS Roma          | Włochy   | Serie A                         | 34    | 4      |
| 2005/06 | AS Roma          | Włochy   | Serie A                         | 26    | 12     |
| 2006/07 | AS Roma          | Włochy   | Serie A                         | 29    | 8      |
| 2007/08 | AS Roma          | Włochy   | Serie A                         | 31    | 8      |
| 2008/09 | Inter Mediolan   | Włochy   | Serie A                         | 20    | 0      |
| 2009/10 | Inter Mediolan   | Włochy   | Serie A                         | 6     | 0      |
| 2009/10 | A.C. Milan       | Włochy   | Serie A                         | 7     | 0      |
| 2010/11 | Inter Mediolan   | Włochy   | Serie A                         |       |        |
|         |                  |          | Łącznie w brazylijskiej Série A | 145   | 27     |
|         |                  |          | Łącznie w Serie A               | 187   | 40     |

## Kariera reprezentacyjna
W 2004 roku Mancini został powołany przez Carlosa Alberto Parreirę na Copa América odbywające się w Peru. I właśnei na tym turnieju Mancini zadebiutował w reprezentacji Brazylii. Miało to miejsce 8 lipca w wygranym 1:0 grupowym meczu z Chile. Dostał żółtą kartkę, a w 80 minucie został zmieniony przez Maicona. Mancini zagrał jeszcze w następnym meczu grupy C z reprezentacją Kostaryki (4:1) oraz z reprezentacją Meksyku. W tym ostatnim rozegranym w ramach ćwierćfinału Brazylijczycy wygrali 4:0. W kolejnych meczach już bez Manciniego w składzie Brazylijczycy także wygrywali, a co najważniejsze zwyciężyli w finale Argentynę po rzutach karnych i zostali mistrzem kontynentu. Od tego czasu pomimo dobrych występów w Romie Mancini nie pojawiał się w składzie „Canarinhos”. Na początku swojej pracy z kadrą selekcjoner Dunga również nie wyraził chęci do sprawdzenia umiejętności Manciniego.

## Sukcesy
- Wicemistrzostwo Brazylii: 1999 z Atlético Mineiro, 2001 z São Caetano
- Wicemistrzostwo Włoch: 2004, 2006, 2007 z Romą
- Finalista Pucharu Włoch: 2005, 2006 z Romą
- Zwycięzca Copa America: 2004
- Zwycięzca Pucharu Włoch: 2007.